# Ensaio de identificação de solos
Um ensaio de identificação de solos tem como principal função a identificação dos componentes mineralógicos dos solos e determinar o seu comportamento.
O objectivo é saber se o material é fino ou grosso; determinar o seu Limite de liquidez (LL) e de plasticidade, e seu Teor em Água, bem como os Índices de Liquidez (Il), de Plasticidade (IP) e de Consistência (IC). Estes parâmetros permitem classificar, qualitativamente, as características mecânicas,  de permeabilidade e de trabalhabilidade de um solo, onde se pretende implementar uma estrutura geotécnica.